# Amagne
Amagne est une commune française, située dans le département des Ardennes en région Grand Est.

## Géographie
Commune située à dans le Grand Est, région bordant la frontière belge.
Sa superficie est de 9,3 km².
En 2017, la densité de la population était de 78 hab/km² et le village fut le 12 662e le plus peuplé de France.

### Localisation
Une partie du bâti d’Amagne est excentrée du bourg et fait agglomération avec Amagne-Lucquy.

### Hydrographie
La commune est dans la région hydrographique « la Seine du confluent de l'Oise (inclus) à l'embouchure » au sein du bassin Seine-Normandie. Elle est drainée par l'Aisne, le ruisseau de Saulces, la noue de Ruissort et divers autres petits cours d'eau,.
L'Aisne est un  cours d'eau naturel navigable de 256 km de longueur, traversant les cinq départements Meuse, Marne, Ardennes, Aisne, Oise. Elle est un affluent de rive gauche de l'Oise, ce qui fait d'elle un sous-affluent de la Seine. Elle longe la commune sur son flanc sud en s'écoulant d'est en ouestsur une longueur d'environ 1,5 km.
Le ruisseau de Saulces, d'une longueur de 30 km, prend sa source dans la commune de Faissault, à 175 m d'altitude, et se jette  dans l'Aisne à Rethel, à 73 m d'altitude, après avoir traversé onze communes. 

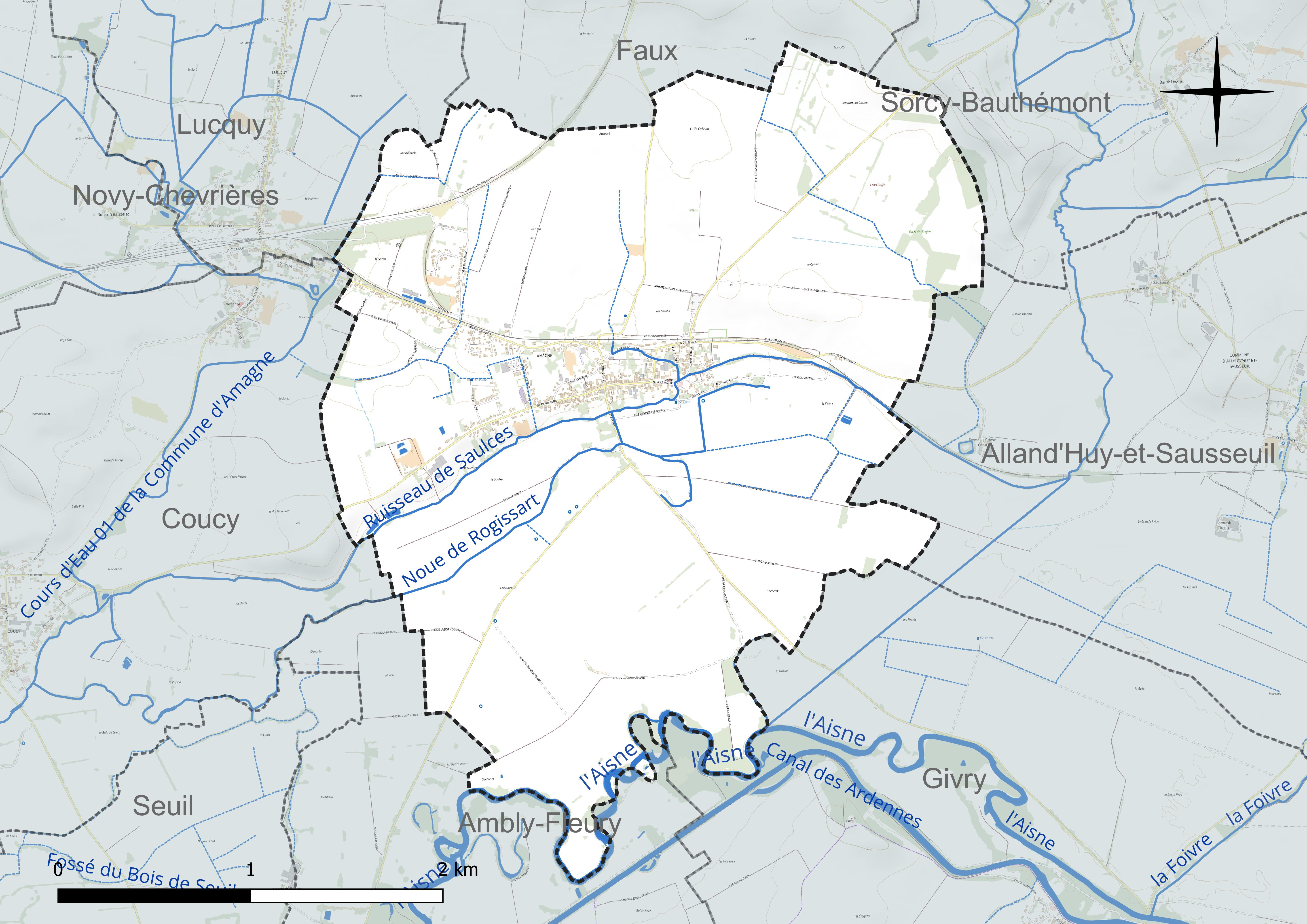
Réseaux hydrographique d'Amagne.

### Climat
Pour des articles plus généraux, voir Climat du Grand Est et Climat des Ardennes.
En 2010, le climat de la commune est de type climat océanique dégradé des plaines du Centre et du Nord, selon une étude du Centre national de la recherche scientifique s'appuyant sur une série de données couvrant la période 1971-2000. En 2020, Météo-France publie une typologie des climats de la France métropolitaine dans laquelle la commune est exposée à un climat océanique altéré et est dans la région climatique  Nord-est du bassin Parisien, caractérisée par un ensoleillement médiocre, une pluviométrie moyenne régulièrement répartie au cours de l’année et un hiver froid (3 °C). 
Pour la période 1971-2000, la température annuelle moyenne est de 10,1 °C, avec une amplitude thermique annuelle de 15,2 °C. Le cumul annuel moyen de précipitations est de 727 mm, avec 11,2 jours de précipitations en janvier et 8,7 jours en juillet. Pour la période 1991-2020, la température moyenne annuelle observée sur la station météorologique de Météo-France la plus proche, « Saulces-Champenoises », sur la commune de Saulces-Champenoises à 8 km à vol d'oiseau, est de 11,0 °C et le cumul annuel moyen de précipitations est de 691,6 mm. 
La température maximale relevée sur cette station est de 41,1 °C, atteinte le 25 juillet 2019 ; la température minimale est de −13,9 °C, atteinte le 7 février 2012,,. 
Les paramètres climatiques de la commune ont été estimés pour le milieu du siècle (2041-2070) selon différents scénarios d'émission de gaz à effet de serre à partir des nouvelles projections climatiques de référence DRIAS-2020. Ils sont consultables sur un site dédié publié par Météo-France en novembre 2022.

## Urbanisme

### Typologie
Au 1er janvier 2024, Amagne est catégorisée commune rurale à habitat dispersé, selon la nouvelle grille communale de densité à 7 niveaux définie par l'Insee en 2022.
Elle est située hors unité urbaine. Par ailleurs la commune fait partie de l'aire d'attraction de Reims, dont elle est une commune de la couronne,. Cette aire, qui regroupe 294 communes, est catégorisée dans les aires de 200 000 à moins de 700 000 habitants,.

### Occupation des sols
L'occupation des sols de la commune, telle qu'elle ressort de la base de données européenne d’occupation biophysique des sols Corine Land Cover (CLC), est marquée par l'importance des territoires agricoles (93,3 % en 2018), une proportion sensiblement équivalente à celle de 1990 (93,9 %). La répartition détaillée en 2018 est la suivante : 
terres arables (49,1 %), prairies (39,6 %), zones urbanisées (6,7 %), zones agricoles hétérogènes (4,7 %). L'évolution de l’occupation des sols de la commune et de ses infrastructures peut être observée sur les différentes représentations cartographiques du territoire : la carte de Cassini (XVIIIe siècle), la carte d'état-major (1820-1866) et les cartes ou photos aériennes de l'IGN pour la période actuelle (1950 à aujourd'hui).

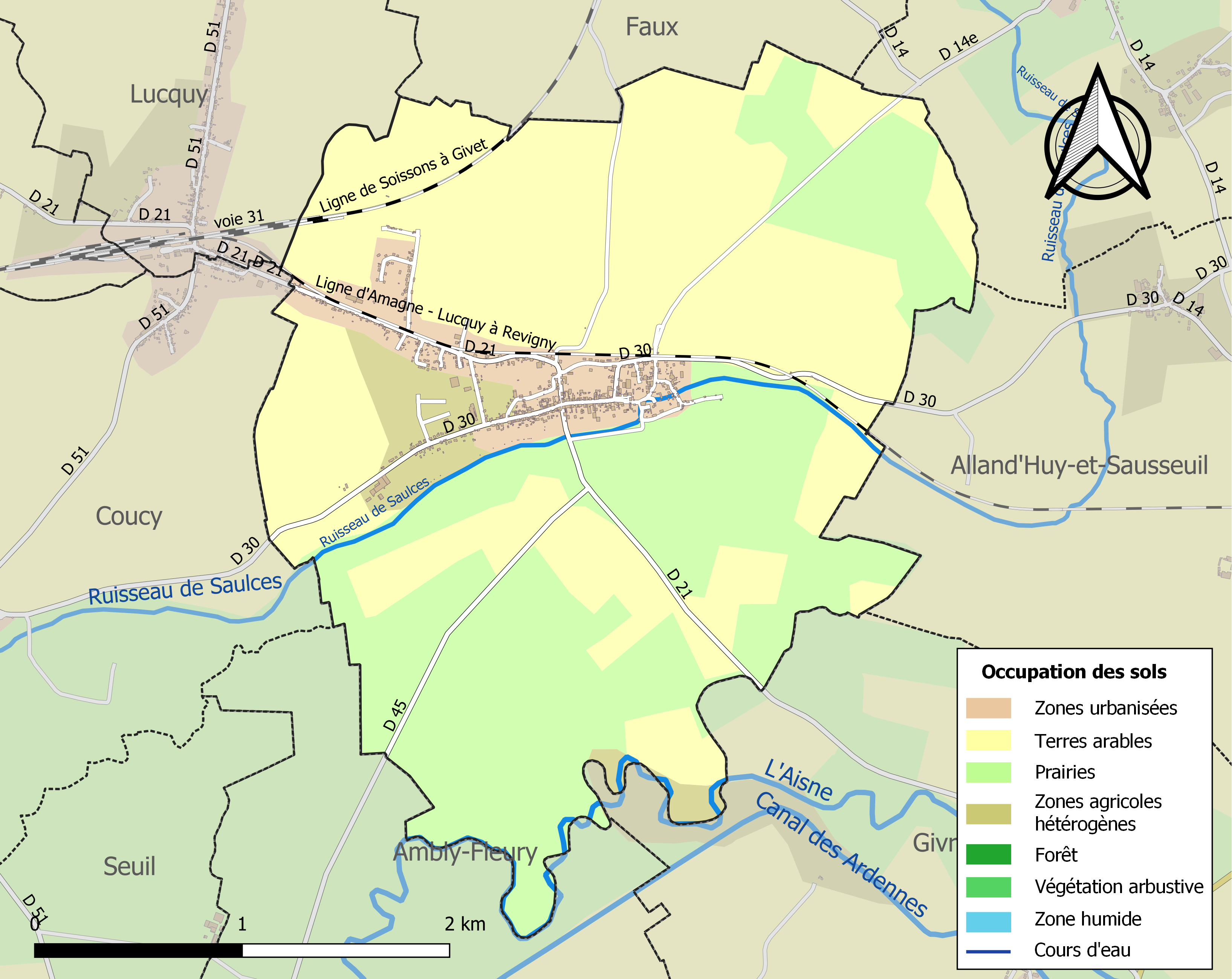
Carte des infrastructures et de l'occupation des sols de la commune en 2018 (CLC).

## Développement économique et culturel
Le village s'est développé notamment grâce à ses infrastructures commerciales mais surtout culturelles. D'ailleurs, il favorise la pluralité sportive et pourrait envisager la création d'un nouveau terrain de football.
De plus, il possède une gare ferroviaire qui effectue des trajets entre Reims et Metz par le biais des trains Intercités.
D'un point de vue conjoncturel, on y compte seulement un taux de chômage de 8,5 % en 2017

## Toponymie
Le nom de la localité pourrait procéder d’un hypothétique *Amania [villa], constitué peut-être du nom de personne germanique Amano, Amunnus, latinisé en *Amanius.
Albert Dauzat compare avec Amagney (Doubs) qui selon lui, serait formé avec le même nom de personne dérivé avec le suffixe -acum. Cependant, l'absence de forme ancienne fragilise cette hypothèse.

## Histoire

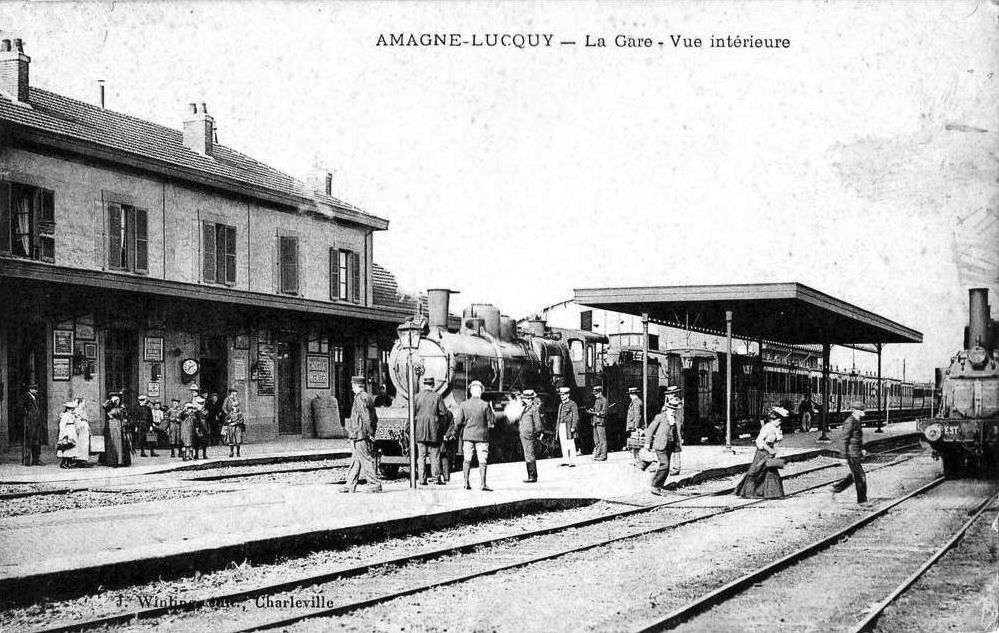

La gare D'Amagne Lucquy fait partie de la compagnie des chemins fers de l'Est depuis 1864. Au fur et à mesure des années, elle a gagné de l'amplitude bien qu'elle ait fait face à la guerre franco-allemande de 1870.
| Période                                  | Période                   | Identité                                               | Étiquette | Qualité       |
| ---------------------------------------- | ------------------------- | ------------------------------------------------------ | --------- | ------------- |
| 1830                                     | 1872                      | Jean-Baptiste Demaret                                  |           |               |
| 1876                                     |                           | Prudhomme                                              |           |               |
| 1940                                     | 1942                      | M. Désiré Visoli                                       |           |               |
| 1942                                     | 1944                      | M. Firmin Manil                                        |           |               |
| 1944                                     | 1953                      | M. Goffart                                             |           |               |
| 1953                                     | 1967                      | M. Louis Jason                                         |           |               |
| 1967                                     | 1995                      | M. Paul Schmitt                                        | DVG       |               |
| 1995                                     | mars 2008                 | M. Pierre-Gérard Braga                                 |           |               |
| mars 2008                                | En cours (au 23 mai 2020) | M. Laurent Destrumelle, Réélu pour le mandat 2020-2026 | SE        | Fonctionnaire |
| Les données manquantes sont à compléter. |                           |                                                        |           |               |

## Démographie
L'évolution du nombre d'habitants est connue à travers les recensements de la population effectués dans la commune depuis 1793. Pour les communes de moins de 10 000 habitants, une enquête de recensement portant sur toute la population est réalisée tous les cinq ans, les populations de référence des années intermédiaires étant quant à elles estimées par interpolation ou extrapolation. Pour la commune, le premier recensement exhaustif entrant dans le cadre du nouveau dispositif a été réalisé en 2007.

En 2022, la commune comptait 787 habitants, en évolution de +8,7 % par rapport à 2016 (Ardennes : −2,97 %, France hors Mayotte : +2,11 %).
| 1793 | 1800 | 1806 | 1821 | 1831 | 1836 | 1841 | 1846 | 1851 |
| ---- | ---- | ---- | ---- | ---- | ---- | ---- | ---- | ---- |
| 638  | 724  | 726  | 732  | 773  | 852  | 830  | 817  | 803  |

| 1866 | 1872 | 1876 | 1881 | 1886 | 1891 | 1896 | 1901 | 1906 |
| ---- | ---- | ---- | ---- | ---- | ---- | ---- | ---- | ---- |
| 667  | 660  | 669  | 656  | 697  | 732  | 762  | 736  | 743  |

| 1911 | 1921 | 1926  | 1931  | 1936 | 1946 | 1954 | 1962 | 1968 |
| ---- | ---- | ----- | ----- | ---- | ---- | ---- | ---- | ---- |
| 771  | 861  | 1 099 | 1 047 | 926  | 914  | 840  | 770  | 744  |

| 1975 | 1982 | 1990 | 1999 | 2006 | 2007 | 2012 | 2017 | 2022 |
| ---- | ---- | ---- | ---- | ---- | ---- | ---- | ---- | ---- |
| 645  | 572  | 612  | 705  | 690  | 689  | 714  | 725  | 787  |

## Culture locale et patrimoine

### Lieux et monuments
L'église Saint-Martin d'Amagne, édifiée au XIIIe siècle, est classée parmi les monuments historiques depuis le 19 novembre 1910. Certains de ses vitraux datent du XIIIe siècle ; elle possède un intéressant mobilier des XVIIe et XVIIIe siècles. Cet édifice est classé monument historique en 1910.

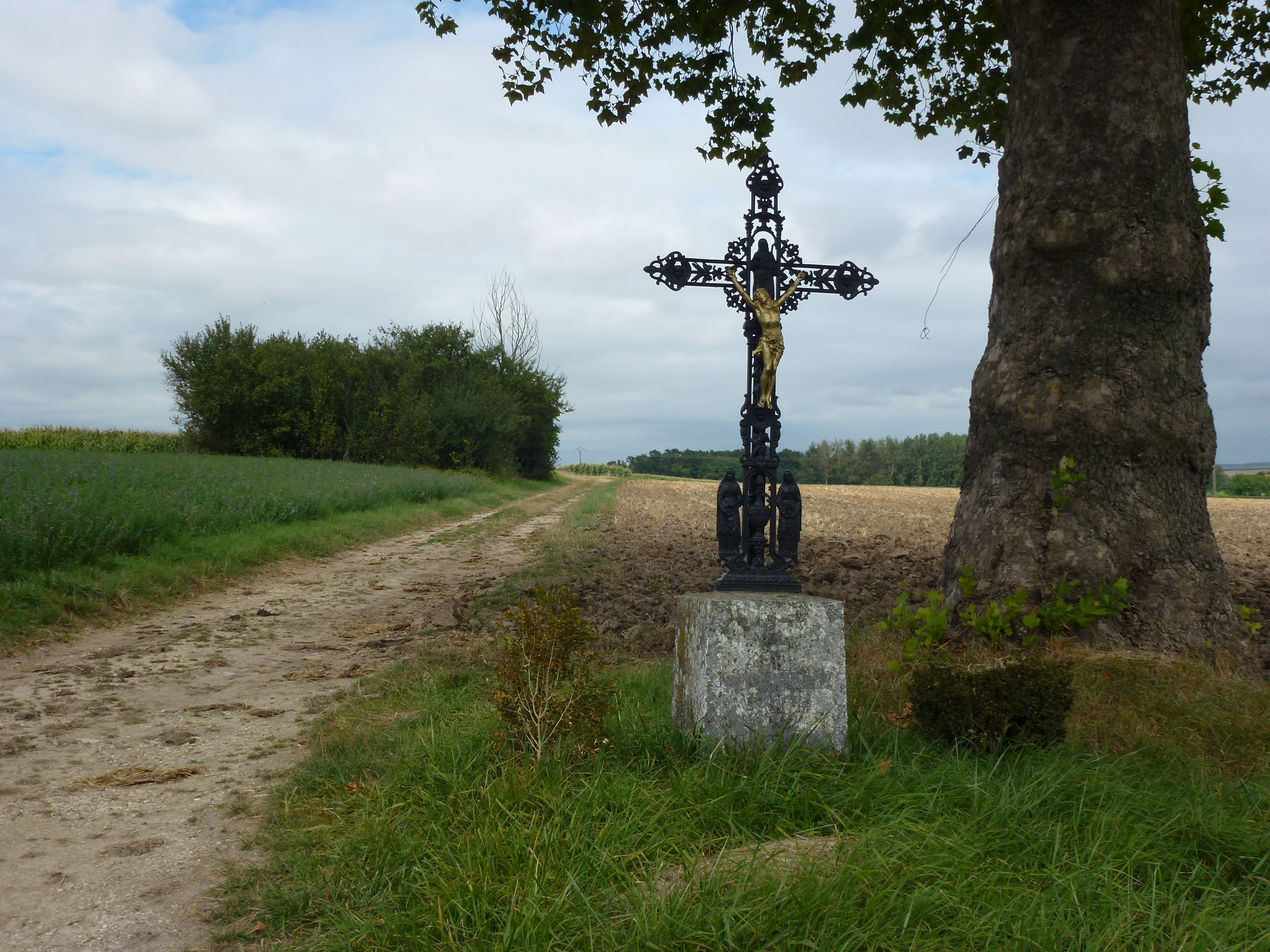
Croix de chemin.
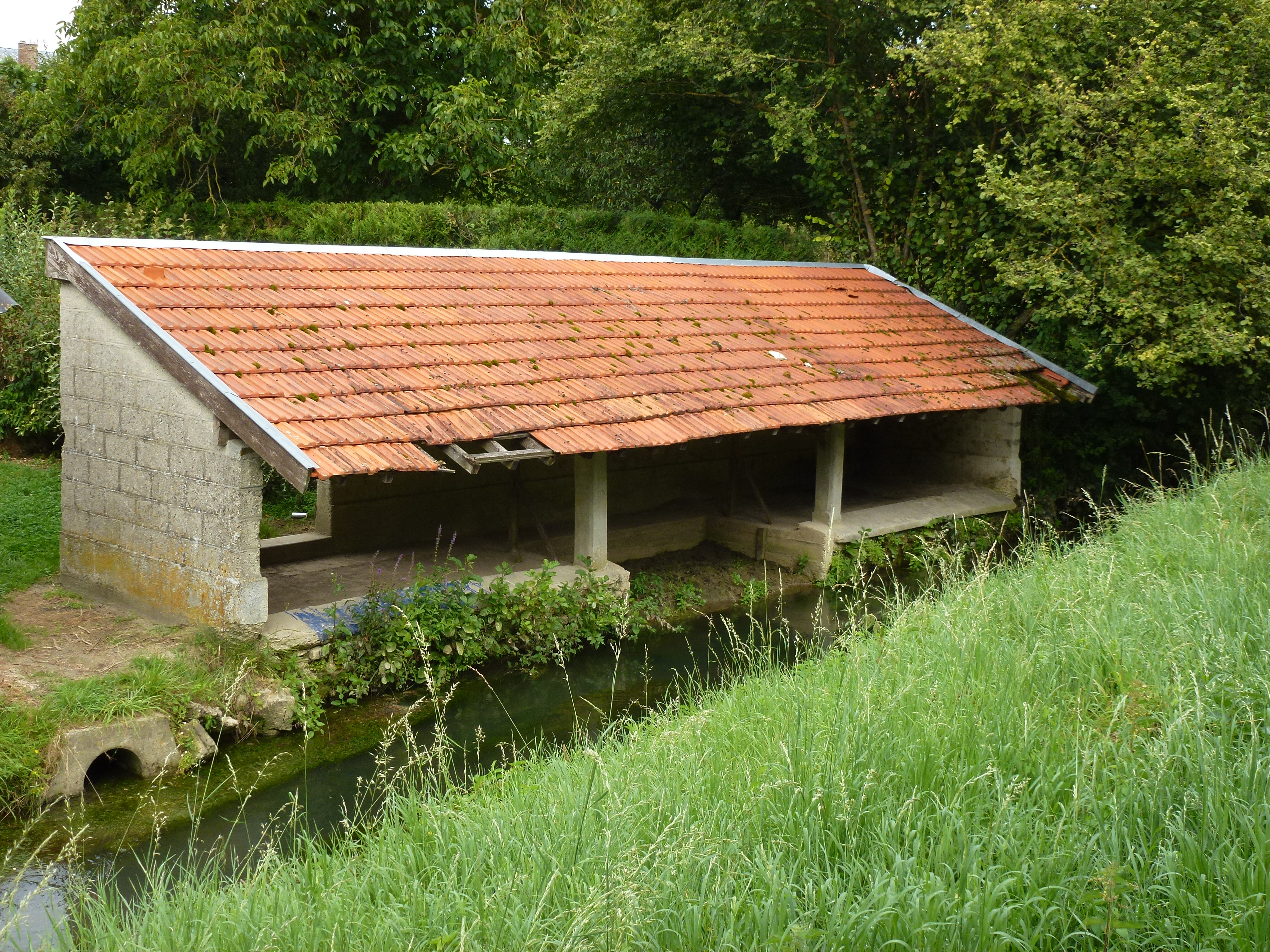
Lavoir.
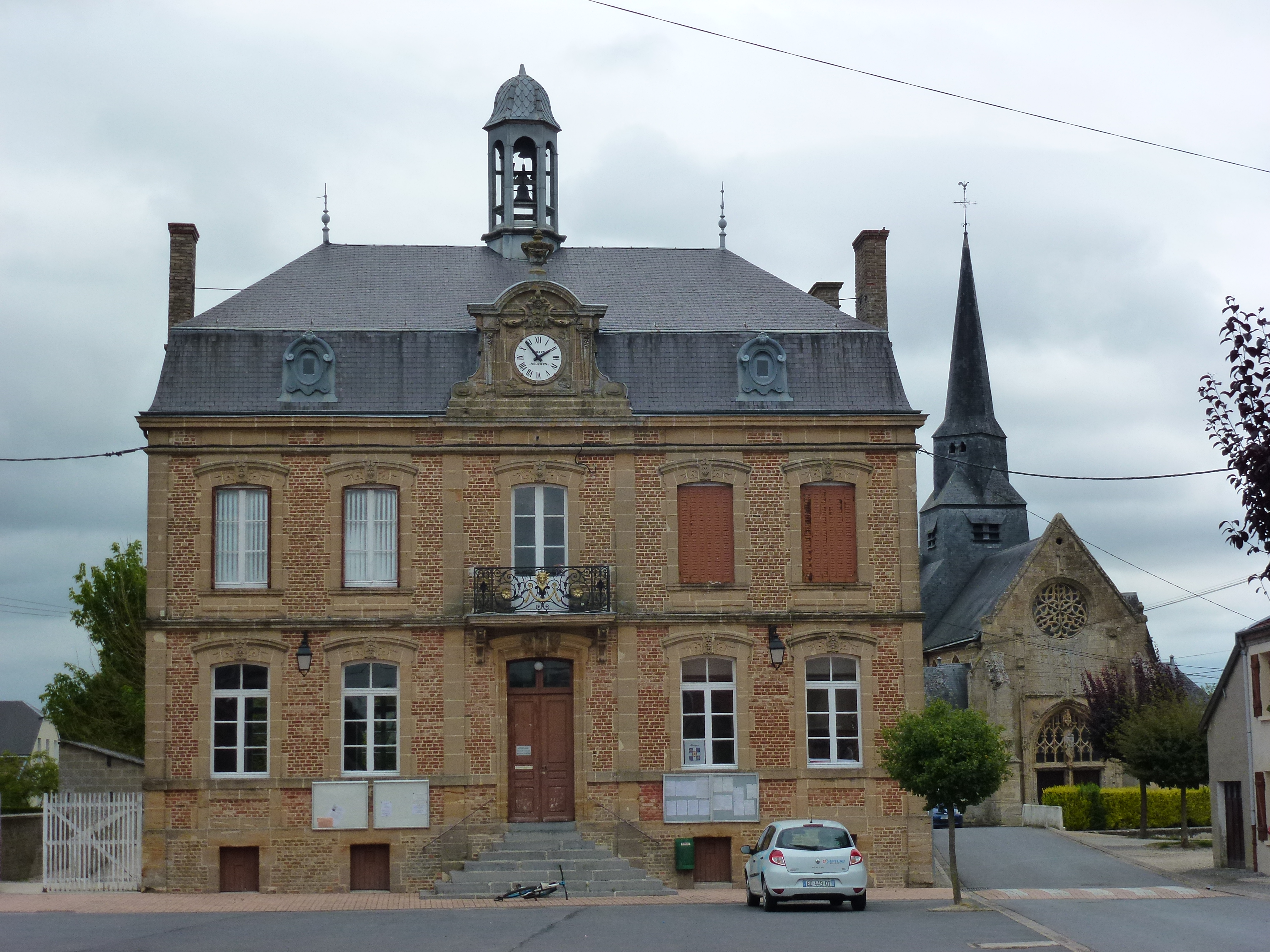
Mairie.
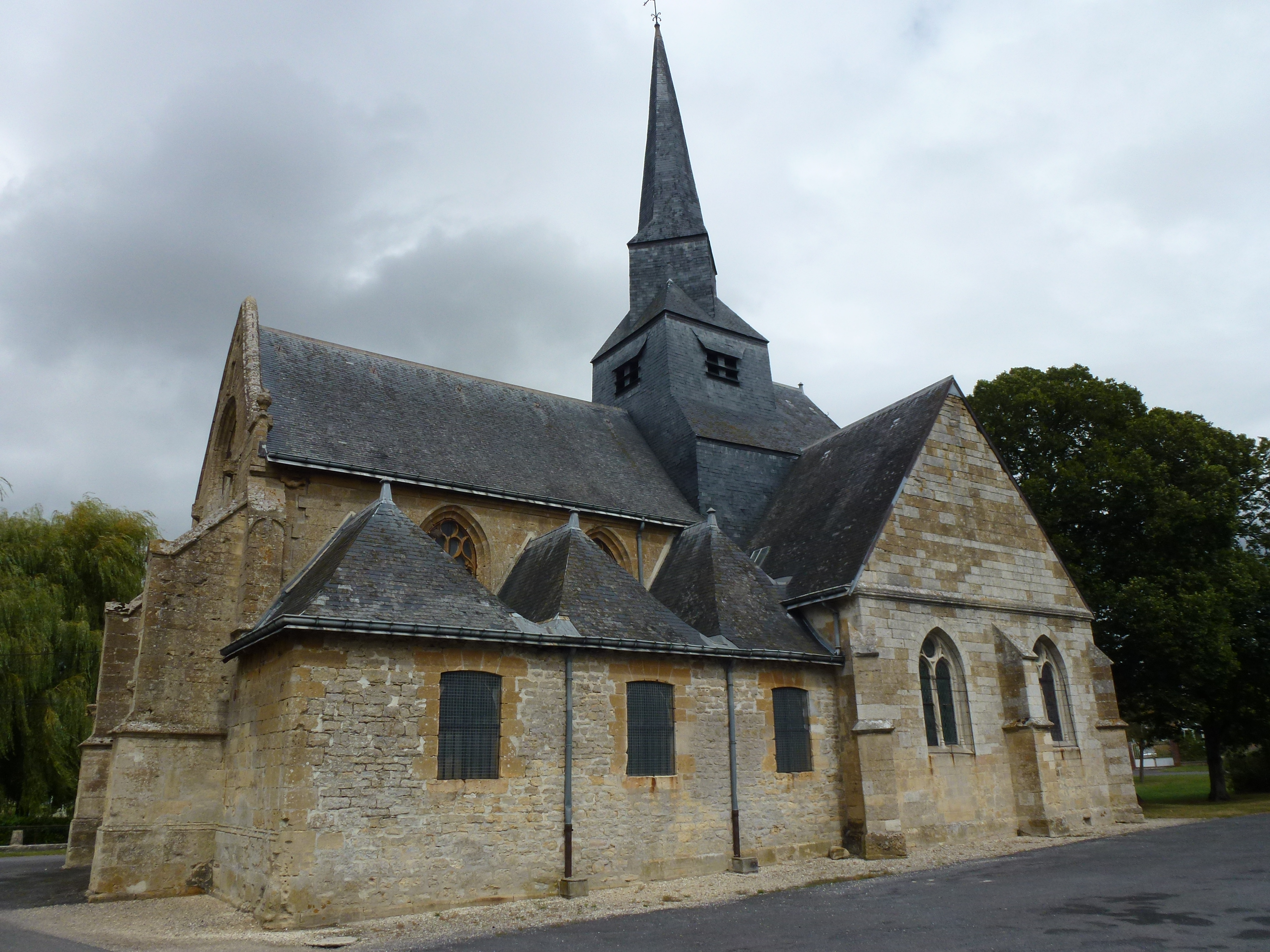
Église Saint-Martin.
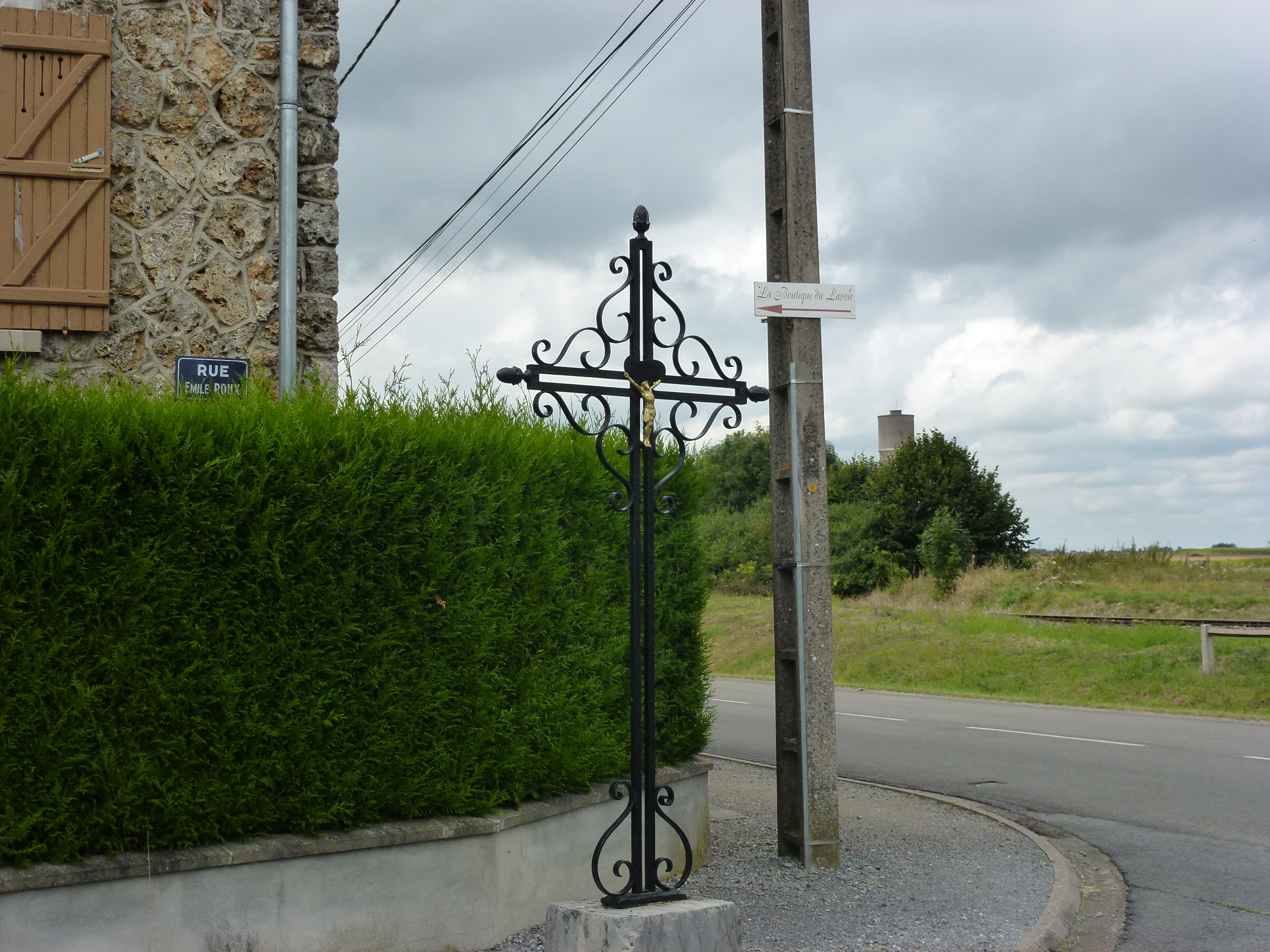
Croix de chemin.

### Héraldique
| Blason de Amagne | Blason  | D'azur à la croix d'argent, cantonné au 1er et 4e d'une fleur de lis d'or, au 2e et 3e de trois épis de blé liés du même, sur le tout de gueules à trois fasces alésées d'or et à deux vergettes d'argent brochantes. |
| Blason de Amagne | Détails | |

## Pour approfondir